# Fritzbach
Fritzbach är ett vattendrag i Österrike.   Det ligger i förbundslandet Salzburg, i den centrala delen av landet, 250 km väster om huvudstaden Wien.
I omgivningarna runt Fritzbach växer i huvudsak blandskog. Runt Fritzbach är det ganska glesbefolkat, med 45 invånare per kvadratkilometer.